# Erax inquinatus
Erax inquinatus är en tvåvingeart som beskrevs av Giovanni Antonio Scopoli 1763. Erax inquinatus ingår i släktet Erax och familjen rovflugor.
Artens utbredningsområde är Slovenien. Inga underarter finns listade i Catalogue of Life.